# Psoralea castorea
Psoralea castorea är en ärtväxtart som beskrevs av Sereno Watson. Psoralea castorea ingår i släktet Psoralea och familjen ärtväxter. Inga underarter finns listade i Catalogue of Life.